# Simeon Nöthiger

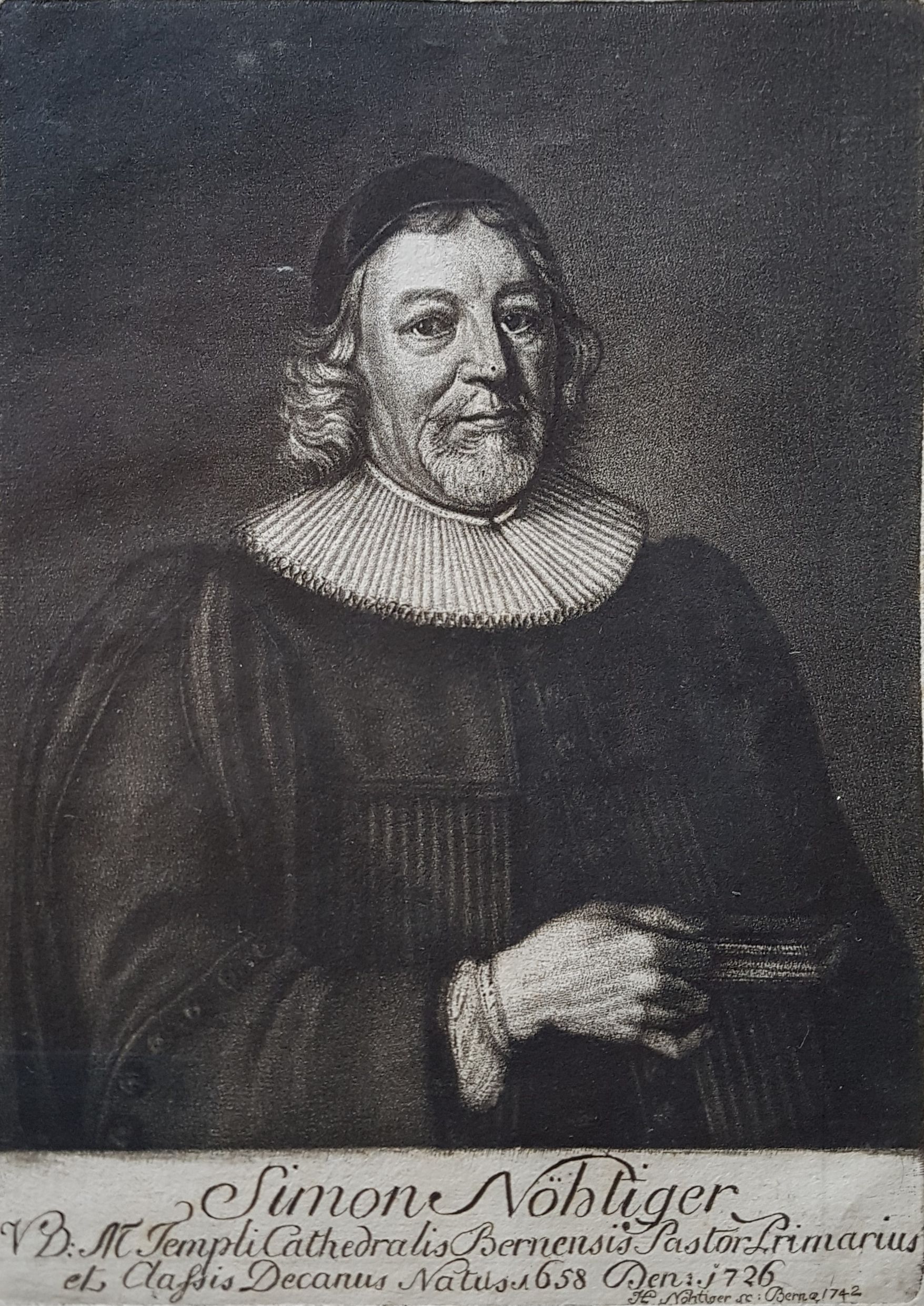
Simeon Nöthiger, Schabkunstblatt von Johann Ludwig Nöthiger, nach Johann Rudolf Huber (1742)

Simeon Nöthiger (* 23. Dezember 1658 in Bern; † 27. Mai 1726 in Bern) war ein Schweizer evangelischer Theologe.

## Leben
Simeon Nöthiger wurde als Sohn des Metzgers Martin Nöthiger und der Katharina Nöthiger in Bern geboren. Ab 1673 studierte er Theologie in Bern. 1690 wurde er Pfarrer in Bolligen, 1695 in Worb und 1699 dritter Pfarrhelfer in Bern. 1700 wurde er erster Helfer in Bern, 1709 dritter Pfarrer am Münster, 1714 zweiter Pfarrer, 1716 erster Pfarrer und 1718 schliesslich Dekan. Von 1690 an war er mit Elisabeth Fellenberg verheiratet, ab 1718 in zweiter Ehe mit Anna Maria Sinner.

## Werke
- Aus der Predigt von S[imon] Nöthiger wegen der katholischen Weiber (1715), Burgerbibliothek Bern, Mss.h.h.XII.103 (14)
- Simeon Nöthiger: Großmüthiger Fürsten-Entschluß, oder Gottselige Betrachtungen uber die Wort deß frommen Fürsten Josuä [...], Bern 1721. e-rara.ch